# Persone di nome Carlos/Calciatori
| Questa pagina contiene informazioni ricavate automaticamente dalle voci biografiche con l'ausilio del template Bio e di un bot. L'aggiornamento è periodico e automatico e ricostruisce completamente la pagina. Se manca una persona in questa lista, sei pregato di non aggiungerla, ma accertati piuttosto che la sua voce biografica contenga il template Bio e che i dati anagrafici siano correttamente compilati. Se il template Bio manca, inseriscilo tu stesso o, in alternativa, metti l'avviso {{tmp\|Bio}} che ne segnala la mancanza. Se i dati riportati sono sbagliati, correggi direttamente la voce biografica; le modifiche saranno visibili in questa lista entro pochi giorni. Per chiarimenti vedi il progetto antroponimi. La lista contiene solo le 503 persone che sono citate nell'enciclopedia e per le quali è stato implementato correttamente il template Bio. Pagina aggiornata al 6 ago 2025. |

Questa è una lista di persone presenti nell'enciclopedia che hanno il nome Carlos e sono calciatori.

## A(33)
- Carlos Abad, calciatore spagnolo (Puerto de la Cruz, n. 1995)
- Carlos Acevedo, ex calciatore uruguaiano (Rocha, n. 1955)
- Carlos Acevedo, calciatore messicano (Torreón, n. 1996)
- Gael Acosta, calciatore messicano (Los Mochis, n. 1992)
- Carlos Javier Acuña, calciatore paraguaiano (Encarnación, n. 1988)
- Carlos Aguiar, ex calciatore uruguaiano (Montevideo, n. 1978)
- Carlos Aguilar, calciatore guatemalteco (Monjas, n. 2006)
- Carlos Alberto Aguilera, ex calciatore uruguaiano (Montevideo, n. 1964)
- Martín Aguirre, ex calciatore argentino (Bahía Blanca, n. 1981)
- Carlos Airala, calciatore argentino (Buenos Aires, n. 2002)
- Carlos Akapo, calciatore spagnolo (Valencia, n. 1994)
- Carlos Alcaraz, calciatore argentino (La Plata, n. 2002)
- Carlos Alcántara, calciatore spagnolo (Zarandona, n. 1985)
- Carlos Alonso, ex calciatore nicaraguense (n. 1979)
- Carlos Alvarez, ex calciatore statunitense (Los Angeles, n. 1990)
- Carlos Alberto Alves Garcia, ex calciatore portoghese (Lisbona, n. 1982)
- Carlos Alves, calciatore portoghese (Lisbona, n. 1903 - Lisbona, † 1970)
- Carlos Henrique Alves Pereira, calciatore brasiliano (Sorriso, n. 1995)
- Cadu, calciatore brasiliano (Divinópolis, n. 2004)
- Carlos Rafael do Amaral, ex calciatore brasiliano (Mogi Mirim, n. 1983)
- Uriel Antuna, calciatore messicano (Gómez Palacio, n. 1997)
- Carlos Aponte, calciatore colombiano (Tunja, n. 1939 - Bogotà, † 2008)
- Carlos Araujo, ex calciatore argentino (Mendoza, n. 1981)
- Carlos Arias, calciatore boliviano (Portachuelo, n. 1980)
- Carlos Arias Torrico, ex calciatore boliviano (Cliza, n. 1956)
- Carlos Arredondo, ex calciatore argentino (Buenos Aires, n. 1933)
- Carlos Arregui, calciatore argentino (José C. Paz, n. 1954 - † 2023)
- Carlos Arroyo Ayala, ex calciatore spagnolo (Alcorcón, n. 1966)
- Carlos Ascues, calciatore peruviano (Caracas, n. 1992)
- Carlos Aurellio, ex calciatore argentino (Mar del Plata, n. 1976)
- Carlos Auzqui, calciatore argentino (Longchamps, n. 1991)
- Carlos Andrade Souza, ex calciatore brasiliano (Vitória da Conquista, n. 1987)
- Carlos Vinícius, calciatore brasiliano (Rio de Janeiro, n. 1995)

## B(28)
- Carlos Bacca, calciatore colombiano (Puerto Colombia, n. 1986)
- Carlos Enrique Barcos, ex calciatore uruguaiano (Montevideo, n. 1957)
- Carlos Barisio, calciatore argentino (San Fernando, n. 1951 - † 2020)
- Carlos Alberto Barreto, ex calciatore colombiano
- Carlos Barrionuevo, calciatore argentino (Santa Fe, n. 1977 - Provincia di Entre Ríos, † 2015)
- Carlos Bello, calciatore argentino (Buenos Aires, n. 1925 - † 2001)
- Carlos Bellvís, ex calciatore spagnolo (Valencia, n. 1985)
- Carlos Benavídez, calciatore uruguaiano (Montevideo, n. 1998)
- Carlos Betancourt, ex calciatore venezuelano (n. 1957)
- Carlos Bertie, calciatore nevisiano (Basseterre, n. 1995)
- Ticão, ex calciatore brasiliano (Curitiba, n. 1985)
- Carlos Alberto Bianchezi, ex calciatore brasiliano (San Paolo, n. 1964)
- Carlos Bianchi, ex calciatore, allenatore di calcio e dirigente sportivo argentino (Buenos Aires, n. 1949)
- Carlos Blanco, calciatore messicano (Madrid, n. 1928 - † 2011)
- Carlos Bonet Cáceres, ex calciatore paraguaiano (Asunción, n. 1977)
- Carlos Eduardo Borges Parente, calciatore brasiliano (Santa Catarina, n. 2002)
- Carlos Borges, calciatore uruguaiano (Montevideo, n. 1932 - Montevideo, † 2014)
- Carlos Roberto Borja Baltazar, ex calciatore statunitense (Orange, n. 1988)
- Carlos Bossio, ex calciatore argentino (Córdoba, n. 1973)
- Carlos Briones, ex calciatore messicano (Guadalajara, n. 1968)
- Carlos Bueno, ex calciatore uruguaiano (Artigas, n. 1980)
- Carlos Bulla, ex calciatore argentino (Olivera, n. 1943)
- Carlos Buttice, calciatore argentino (Monte Grande, n. 1942 - † 2018)
- Carlos Báez Appleyard, ex calciatore paraguaiano (Asunción, n. 1982)
- Carlos José Báez, ex calciatore paraguaiano (Asunción, n. 1953)
- Dunga, ex calciatore e allenatore di calcio brasiliano (Ijuí, n. 1963)
- Carlos Eduardo Bendini Giusti, calciatore brasiliano (San Paolo, n. 1993)
- Carlos Jatobá, calciatore brasiliano (Curitiba, n. 1995)

## C(61)
- Carlos Caballero, ex calciatore spagnolo (Alcorcón, n. 1984)
- Carlos Orlando Caballero, ex calciatore honduregno (n. 1958)
- Carlos Cáceres, ex calciatore cileno (Santiago del Cile, n. 1977)
- Carlos Wilson Cachicote da Rocha, ex calciatore portoghese (Oeiras, n. 1989)
- Carlos Calderón de la Barca, calciatore messicano (n. 1934 - † 2012)
- Carlos Calvo Beristain, ex calciatore messicano (Mérida, n. 1992)
- Carlos Calvo, ex calciatore spagnolo (Madrid, n. 1985)
- Carlos Campos, calciatore cileno (Santiago del Cile, n. 1937 - Ovalle, † 2020)
- Carlos Alberto Campos, ex calciatore messicano (Città del Messico, n. 1992)
- Tropi, calciatore spagnolo (Valencia, n. 1995)
- Carlos Carbonero, ex calciatore colombiano (Bogotà, n. 1990)
- Carlos Alexandre Cardoso, ex calciatore brasiliano (Santa Rosa de Viterbo, n. 1984)
- Carlos Colarte, ex calciatore paraguaiano (n. 1961)
- Carlos César dos Santos, ex calciatore brasiliano (San Paolo, n. 1980)
- Carlos Germano, ex calciatore brasiliano (Domingos Martins, n. 1970)
- Carlos Jorge, ex calciatore portoghese (Funchal, n. 1966)
- Carlos Carmona, ex calciatore cileno (Coquimbo, n. 1987)
- Carlos Carmona Bonet, calciatore spagnolo (Palma di Maiorca, n. 1987)
- Carlos Carranza, ex calciatore uruguaiano (n. 1928)
- Carlos Carus, calciatore messicano (Veracruz, n. 1930 - † 1997)
- Carlos Filipe, ex calciatore portoghese (Porto, n. 1975)
- Pintassilgo, ex calciatore portoghese (Felgueiras, n. 1985)
- Carlos Alberto Carvalho da Silva Júnior, calciatore brasiliano (Santa Luz, n. 1995)
- Juninho, ex calciatore brasiliano (Salvador, n. 1977)
- Casemiro, calciatore brasiliano (São José dos Campos, n. 1992)
- Carlos Castañeda, ex calciatore guatemalteco (n. 1963)
- Carlos Casteglione, ex calciatore argentino (Avellaneda, n. 1980)
- Carlos José Castilho, calciatore e allenatore di calcio brasiliano (Rio de Janeiro, n. 1927 - Rio de Janeiro, † 1987)
- Carlos Castrillo, calciatore guatemalteco (Città del Guatemala, n. 1985)
- Carlos Castro Mora, ex calciatore costaricano (Alajuela, n. 1978)
- Carlos Castro, ex calciatore venezuelano (n. 1968)
- Carlos Caszely, ex calciatore cileno (Santiago del Cile, n. 1950)
- Carlos Cavaco Correia, ex calciatore portoghese (Dortmund, n. 1966)
- Carlos Cecconato, calciatore argentino (Avellaneda, n. 1930 - Buenos Aires, † 2018)
- Carlos Cermeño, calciatore venezuelano (Maturín, n. 1995)
- Carlos Chacana, calciatore argentino (San Miguel de Tucumán, n. 1976)
- Carlos Chaínho, ex calciatore portoghese (Luanda, n. 1974)
- Carlos Chavarría, calciatore nicaraguense (Estelí, n. 1994)
- Carlos Chávez, calciatore uruguaiano
- Carlos Cillóniz, calciatore peruviano (Lima, n. 1910 - Lima, † 1987)
- Carlos Cisneros, calciatore messicano (Guadalajara, n. 1993)
- Carlos Cisternas, ex calciatore cileno (San Fernando, n. 1985)
- Carlos Clerc, calciatore spagnolo (Badalona, n. 1992)
- Nicolás Colazo, calciatore argentino (Buenos Aires, n. 1990)
- Carlos Conde, ex calciatore spagnolo (Burriana, n. 1961)
- Carlos Contreras Guillaume, calciatore cileno (Santiago del Cile, n. 1938 - Puente Alto, † 2020)
- Carlos Contreras, ex calciatore venezuelano (n. 1972)
- Daniel Cordone, ex calciatore argentino (General Rodríguez, n. 1974)
- Carlos Miguel Coronel, calciatore brasiliano (Corumbá, n. 1996)
- Joaquín Correa, calciatore argentino (Juan Bautista Alberdi, n. 1994)
- Carlos Correa, calciatore uruguaiano (n. 1936 - † 2013)
- Carlos Correia, ex calciatore portoghese
- Ayrton Cougo, calciatore uruguaiano (Melo, n. 1996)
- Carlos Cuéllar, ex calciatore spagnolo (Madrid, n. 1981)
- Carlos Cuesta, calciatore colombiano (Quibdó, n. 1999)
- Gaston Curbelo, ex calciatore francese (Nancy, n. 1976)
- Carlos Curbelo, ex calciatore francese (San José de Mayo, n. 1954)
- Carlos Cáceda, calciatore peruviano (Lima, n. 1991)
- Carlos Alberto Dias, ex calciatore brasiliano (Brasilia, n. 1967)
- Carlos Fonseca, calciatore portoghese (Barcelos, n. 1987)
- Carlos Mané, calciatore portoghese (Lisbona, n. 1994)

## D(41)
- Carlos Adriano de Sousa Cruz, calciatore brasiliano (Valença, n. 1987)
- André Catimba, calciatore brasiliano (Salvador, n. 1946 - Salvador, † 2021)
- Edu Bala, ex calciatore brasiliano (San Paolo, n. 1948)
- Cacá, calciatore brasiliano (Visconde do Rio Branco, n. 1999)
- Carlão, ex calciatore brasiliano (Duque de Caxias, n. 1986)
- Carlão, calciatore brasiliano (San Paolo, n. 1986)
- Carlos Alberto de Oliveira Júnior, ex calciatore brasiliano (Rio de Janeiro, n. 1978)
- Carlos Miguel, ex calciatore brasiliano (Bento Gonçalves, n. 1972)
- Carvalho Leite, calciatore brasiliano (Niterói, n. 1912 - Rio de Janeiro, † 2004)
- Gustavo De Luca, ex calciatore argentino (Buenos Aires, n. 1962)
- Carlos Omar Delgado, calciatore ecuadoriano (n. 1949 - † 2002)
- Carlos Javier Delgado Rodríguez, calciatore spagnolo (Puerto Real, n. 1990)
- Carlos Richard Díaz, ex calciatore uruguaiano (Montevideo, n. 1979)
- Carlos Diogo, ex calciatore uruguaiano (Montevideo, n. 1983)
- Carlos Discua, calciatore honduregno (Tegucigalpa, n. 1984)
- Carlos Domínguez Cáceres, calciatore spagnolo (Vigo, n. 2001)
- Carlos Domínguez Domínguez, ex calciatore spagnolo (Mairena del Aljarafe, n. 1976)
- Carlos Domínguez, ex calciatore venezuelano (n. 1966)
- Carlos Dotor, calciatore spagnolo (Madrid, n. 2001)
- Carlos Duarte, calciatore portoghese (Huambo, n. 1933 - † 2022)
- Carlos Eduardo Dutra Oliveira, ex calciatore brasiliano (Maringá, n. 1987)
- Carlos Fortes, calciatore capoverdiano (Lisbona, n. 1994)
- Carlos Freire, ex calciatore portoghese (Sintra, n. 1959)
- Adriano Gabiru, ex calciatore brasiliano (Maceió, n. 1977)
- Carlos Ponck, calciatore capoverdiano (Mindelo, n. 1995)
- Roberto Dinamite, calciatore e politico brasiliano (Duque de Caxias, n. 1954 - Rio de Janeiro, † 2023)
- Carlos Ruiter, ex calciatore brasiliano (Pesqueira, n. 1943)
- Carlos Saavedra, ex calciatore portoghese (Lisbona, n. 1981)
- Carlos Terán, calciatore colombiano (Turbo, n. 2000)
- Carlos Manuel da Silva Cunha, ex calciatore portoghese (Barcelos, n. 1977)
- Carlos Alberto, calciatore brasiliano (San Paolo, n. 1988)
- Rincón, ex calciatore brasiliano (San Paolo, n. 1987)
- Carlos Eduardo de Fiori Mendes, ex calciatore brasiliano (Andradina, n. 1986)
- Carlos Adriano de Jesus Soares, calciatore brasiliano (Nova Iguaçu, n. 1984 - Nova Iguaçu, † 2007)
- Carlinhos, calciatore brasiliano (Jaú, n. 1997)
- Carlos Eduardo de Oliveira Alves, calciatore brasiliano (Ribeirão Preto, n. 1989)
- Carlos de Oliveira Magalhães, ex calciatore portoghese (Porto, n. 1974)
- Carlos de Pena, calciatore uruguaiano (Montevideo, n. 1992)
- Carlos Antonio de Souza Júnior, calciatore brasiliano (Rio de Janeiro, n. 1994)
- Carlos Cezar de Souza, calciatore brasiliano (Ribeirão Preto, n. 1938 - † 2011)
- Carlos Miguel dos Santos Pereira, calciatore brasiliano (Rio das Ostras, n. 1998)

## E(12)
- Carlos Embalo, calciatore guineense (Bissau, n. 1994)
- Carlos Enrique, ex calciatore argentino (Adrogué, n. 1963)
- Carlos Enríquez, ex calciatore ecuadoriano (Puembo, n. 1966)
- Carlos Escobar, calciatore honduregno (La Ceiba, n. 1978)
- Carlos Escobar Ortíz, calciatore cileno (Coquimbo, n. 1989)
- Carlos Espinosa, ex calciatore cileno (Santiago del Cile, n. 1982)
- Carlos Enrique Espinoza Espinoza, calciatore venezuelano (Puerto Ordaz, n. 1992)
- Carlos Alberto Espínola, ex calciatore paraguaiano (n. 1975)
- Carlos Esquivel, ex calciatore messicano (Tlalpujahua, n. 1982)
- Maximiliano Estévez, ex calciatore argentino (Buenos Aires, n. 1977)
- Carlos Estigarribia, ex calciatore paraguaiano (n. 1974)
- Carlos Enrique Estrada, ex calciatore colombiano (Tumaco, n. 1961)

## F(23)
- Carlos André Filipe Martins, ex calciatore portoghese (Setúbal, n. 1982)
- Carlos Arano, ex calciatore argentino (Avellaneda, n. 1980)
- Filipe Chaby, calciatore portoghese (Setúbal, n. 1994)
- Agustín Farías, calciatore argentino (Azul, n. 1987)
- Carlos Heidel Feresin, calciatore brasiliano (Sorocaba, n. 1928 - San Paolo, † 2010)
- Carlos Alberto Fernandes, calciatore angolano (Kinshasa, n. 1979)
- Carlos Fernández Luna, calciatore spagnolo (Siviglia, n. 1996)
- Carlos Roberto Fernández Martínez, calciatore honduregno (Triunfo de la Cruz, n. 1992)
- Carlos Eduardo Ferrari, ex calciatore brasiliano (Paraná, n. 1979)
- Sebastián Ferreira, calciatore paraguaiano (Asunción, n. 1998)
- Carlos Nunes, calciatore e allenatore di calcio portoghese (Porto, n. 1914)
- Carlos Eduardo Ferreira de Souza, calciatore brasiliano (Nerópolis, n. 1996)
- Carlos Fierro, calciatore messicano (Los Mochis, n. 1994)
- Carlos Figueroa, calciatore guatemalteco (Città del Guatemala, n. 1980)
- Carlos Fondacaro, ex calciatore argentino (Rosario, n. 1987)
- Carlos Forbs, calciatore portoghese (Sintra, n. 2004)
- França, calciatore brasiliano (Brasilia, n. 1995)
- Carlos Francisco, calciatore cubano (n. 1990)
- Carlos Emanuel Franco, calciatore argentino (Puerto Rico, n. 1992)
- Carlos Renato Frederico, ex calciatore brasiliano (Morungaba, n. 1957)
- Carlos Fren, ex calciatore argentino (Buenos Aires, n. 1954)
- Carlos Fumo Gonçalves, ex calciatore mozambicano (Maputo, n. 1979)
- Carlos Simões, ex calciatore portoghese (Coimbra, n. 1951)

## G(47)
- Carlos Alberto Gomes de Jesus, ex calciatore brasiliano (Rio de Janeiro, n. 1984)
- Carlos Roberto Gallo, ex calciatore brasiliano (Vinhedo, n. 1956)
- Carlos Gaete Moggia, calciatore svedese (Stoccolma, n. 1987)
- Carlos Gallardo, ex calciatore guatemalteco (Città del Guatemala, n. 1984)
- Carlos Galván, ex calciatore argentino (Pontevedra, n. 1973)
- Carlos Gamarra, ex calciatore paraguaiano (Ypacaraí, n. 1971)
- Carlos Garavelli, calciatore argentino (Las Perdices, n. 1911)
- Carlos Andrés García, ex calciatore uruguaiano (Montevideo, n. 1979)
- Carlos García Badías, ex calciatore spagnolo (Barcellona, n. 1984)
- Carlos Garcés, calciatore ecuadoriano (Manta, n. 1990)
- Carlos Emiro Garcés Torres, calciatore colombiano (López de Micay, n. 2001)
- Carlos García García, ex calciatore spagnolo (Durango, n. 1970)
- Carlos José García, ex calciatore venezuelano (Maracay, n. 1971)
- Carlos Castro García, ex calciatore spagnolo (Ujo, n. 1995)
- Carlos Alberto, calciatore brasiliano (João Pessoa, n. 2002)
- Carlos Miguel Gomes de Almeida, calciatore portoghese (Vale de Cambra, n. 1988)
- Carlos António Gomes, calciatore portoghese (Barreiro, n. 1932 - † 2005)
- Carlos González Ferreira, ex calciatore paraguaiano (Asunción, n. 1976)
- Carlos González Espínola, calciatore paraguaiano (Villarrica, n. 1993)
- Carlos Esteban González, ex calciatore argentino (Buenos Aires, n. 1927)
- Carlos González Cabrera, calciatore messicano (n. 1935 - † 2017)
- Carlos Alonso González, ex calciatore spagnolo (Santillana del Mar, n. 1952)
- Carlos Manuel Gonçalves Alonso, ex calciatore angolano (Luanda, n. 1978)
- Carlos Grassini, ex calciatore argentino (n. 1944)
- Carlos Gringa, calciatore uruguaiano (Montevideo, n. 1912 - Firenze, † 1984)
- Carlos Grudiña, ex calciatore argentino (Buenos Aires, n. 1938)
- Carlos Gruezo, calciatore ecuadoriano (Santo Domingo, n. 1995)
- Carlos Armando Gruezo Quiñónez, ex calciatore ecuadoriano (Santo Domingo, n. 1975)
- Carlos Guerini, calciatore argentino (Córdoba, n. 1949 - Madrid, † 2023)
- Carlos Guevara, ex calciatore messicano (Puebla, n. 1930)
- Carlos Guidi, calciatore argentino (Rosario)
- Carlos Guido, ex calciatore peruviano (Lima, n. 1966)
- Carlos Guimarães, calciatore portoghese (n. 1898)
- Carlos Guirland, ex calciatore paraguaiano (San Ignacio, n. 1961)
- Carlos Güity, ex calciatore honduregno (n. 1974)
- Carlos Alberto Gutiérrez Armas, calciatore messicano (Guadalajara, n. 1990)
- Carlos Enrique Gutiérrez Ortega, ex calciatore colombiano (Dabeiba, n. 1972)
- Carlos Eduardo Gutiérrez, ex calciatore uruguaiano (Treinta y Tres, n. 1976)
- Carlos Gutiérrez Estefa, calciatore messicano (Città del Messico, n. 1999)
- Carlos Gutiérrez González, calciatore spagnolo (San Cristóbal de La Laguna, n. 1991)
- Carlos Guzmán, calciatore messicano (Morelia, n. 1994)
- Carlos Leonel, ex calciatore portoghese (Ribeira Brava, n. 1987)
- Carlos Gómez Casillas, calciatore messicano (Città del Messico, n. 1952 - San Luis Potosí, † 2017)
- Carlos Andrés Gómez, calciatore colombiano (Quibdó, n. 2002)
- Carlos Gómez, calciatore peruviano (n. 1997)
- Pintinho, ex calciatore brasiliano (Rio de Janeiro, n. 1955)
- Carlos Santos, ex calciatore portoghese (Viana do Castelo, n. 1989)

## H(8)
- Carlos Harvey, calciatore panamense (Panama, n. 2000)
- Carlos Henrique, ex calciatore brasiliano (São Gonçalo, n. 1983)
- Carlos Heredia, calciatore spagnolo (Barcellona, n. 1998)
- Carlos Hermosillo, ex calciatore messicano (Cerro Azul, n. 1964)
- Carlos Hernández Alarcón, calciatore spagnolo (Jaén, n. 1990)
- Carlos Hernández Valverde, ex calciatore costaricano (Guanacaste, n. 1982)
- Carlos Ramón Hidalgo, ex calciatore ecuadoriano (Guayaquil, n. 1979)
- Carlos Huerto, calciatore peruviano (n. 1999)

## I(6)
- Carlos Ibargüen, calciatore colombiano (Buenaventura, n. 1995)
- Carlos Ibáñez, calciatore cileno (n. 1930 - † 2015)
- Carlos Infante, ex calciatore messicano (Ciudad Nezahualcóyotl, n. 1982)
- Manuel Insaurralde, calciatore argentino (Formosa, n. 1999)
- Carlos Izaguirre, calciatore argentino (Nueve de Julio, n. 1895 - † 1975)
- Carlos Izquierdoz, calciatore argentino (Lanús, n. 1988)

## J(3)
- Carlos Roberto Jatobá, ex calciatore brasiliano (Peabiru, n. 1963)
- Carlos Johnson, ex calciatore costaricano (Cartago, n. 1984)
- Carlos Alberto Juárez, ex calciatore argentino (Buenos Aires, n. 1972)

## K(1)
- Carlos Kletnicki, ex calciatore argentino (Azul, n. 1983)

## L(24)
- Carlitos, calciatore spagnolo (Alicante, n. 1990)
- Carlos Labrada, calciatore messicano (Mazatlán, n. 1985)
- Carlos Labrín, calciatore cileno (Mulchén, n. 1990)
- Carlos Lampe, calciatore boliviano (Santa Cruz de la Sierra, n. 1987)
- Carlos Lanza, calciatore honduregno (Talanga, n. 1989)
- Carlos Lapetra, calciatore spagnolo (Saragozza, n. 1938 - Saragozza, † 1995)
- Sebastián Lentinelly, calciatore uruguaiano (Salto, n. 1997)
- Carlos Lett, calciatore argentino (n. 1885 - † 1956)
- Carlos Lima, ex calciatore capoverdiano (n. 1983)
- Carlos Augusto José Lira, ex calciatore brasiliano (Brasilia, n. 1966)
- Percy Liza, calciatore peruviano (Chimbote, n. 2000)
- Carlos Lizarazo, calciatore colombiano (Cali, n. 1991)
- Carlos Llamosa, ex calciatore statunitense (Palmira, n. 1969)
- Carlos Lobatón, ex calciatore peruviano (Lima, n. 1980)
- Carlos Lobos, calciatore cileno (Santiago, n. 1997)
- Cadu, calciatore brasiliano (n. 1997)
- Jhilmar Lora, calciatore peruviano (Lima, n. 2000)
- Carlos Loredo, calciatore cubano (n. 1951 - † 1998)
- Carlos María Lugo, ex calciatore paraguaiano (Asunción, n. 1976)
- Carlos Luna, ex calciatore argentino (Piquillín, n. 1982)
- Carlos Luque, ex calciatore argentino (Las Varillas, n. 1993)
- Carlos López, ex calciatore messicano (Città del Messico, n. 1970)
- Carlos Ángel López, calciatore argentino (n. 1952 - Jujuy, † 2018)
- Carlos Milhazes, ex calciatore portoghese (Póvoa de Varzim, n. 1981)

## M(45)
- Carlos Eduardo, ex calciatore brasiliano (Ajuricaba, n. 1987)
- Carlos Diarte, calciatore e allenatore di calcio paraguaiano (Asunción, n. 1954 - Valencia, † 2011)
- Carlos Isaac, calciatore spagnolo (Navalmoral de la Mata, n. 1998)
- Carlos Marinelli, ex calciatore argentino (Villa de Mayo, n. 1982)
- Carlos Marques, ex calciatore portoghese (Lisbona, n. 1983)
- Carlos Martínez Díez, ex calciatore spagnolo (Estella, n. 1986)
- Carlos Alberto Martins Cavalheiro, calciatore brasiliano (Rio de Janeiro, n. 1932 - † 2012)
- Carlos Martín, calciatore spagnolo (Madrid, n. 2002)
- Carlos Martínez Aibar, ex calciatore spagnolo (Cadice, n. 1989)
- Carlos Manuel Martínez Castro, calciatore costaricano (Santa Ana, n. 1999)
- Carlos Julio Martínez, calciatore dominicano (Santo Domingo, n. 1994)
- Carlos Martínez I, calciatore uruguaiano
- Carlos Martínez II, calciatore uruguaiano (n. 1940 - † 2015)
- Carlos Medrano, calciatore argentino (Coronel Suárez, n. 1933 - Guayaquil, † 1978)
- Carlos Anselmo Mejía, calciatore guatemalteco (n. 1991)
- Carlos Will Mejía, calciatore honduregno (Omoa, n. 1983)
- Carlos Mejía, calciatore honduregno (La Ceiba, n. 2000)
- Carlos Meléndez, ex calciatore spagnolo (Bilbao, n. 1957)
- Carlos Meléndez, calciatore honduregno (La Ceiba, n. 1997)
- Carlos Mendes Gomes, calciatore senegalese (Yeumbeul, n. 1998)
- Carlos Mendieta, ex calciatore nicaraguense (Diriamba, n. 1979)
- Carlos Menjívar, ex calciatore salvadoregno (San Francisco, n. 1981)
- Carlos Merino, ex calciatore spagnolo (Bilbao, n. 1980)
- Carlos Metidieri, ex calciatore brasiliano (Sorocaba, n. 1942)
- Carlos Mongelar, calciatore uruguaiano
- Carlos Montenegro, calciatore nicaraguense (Heredia, n. 1991)
- Carlos Mora, calciatore costaricano (San José, n. 2001)
- Carlos Morales Santos, ex calciatore paraguaiano (Asunción, n. 1968)
- Carlos Luis Morales, calciatore ecuadoriano (Guayaquil, n. 1965 - Guayaquil, † 2020)
- Carlos María Morales, ex calciatore uruguaiano (Montevideo, n. 1970)
- Carlos Gabriel Moreira de Oliveira, calciatore brasiliano (Brasilia, n. 1999)
- Carlos David Moreno, calciatore spagnolo (Mérida, n. 1986)
- Carlos Horacio Moreno, calciatore e allenatore di calcio argentino (Buenos Aires, n. 1948 - Buenos Aires, † 2020)
- Carlos Morete, ex calciatore argentino (Vicente López, n. 1952)
- Carlos Moros Gracia, calciatore spagnolo (Sagunto, n. 1993)
- Carlos Morán, ex calciatore honduregno (La Ceiba, n. 1984)
- Cédric Moubamba, calciatore gabonese (Libreville, n. 1979)
- Carlos Moya, ex calciatore argentino (Godoy Cruz, n. 1969)
- Carlos Muñoz Rojas, calciatore cileno (Valparaíso, n. 1989)
- Carlos Antonio Muñoz, calciatore ecuadoriano (Guayaquil, n. 1967 - Playas, † 1993)
- Carlos Eduardo Muñoz, ex calciatore messicano (San Luis Potosí, n. 1962)
- Carlos Muñoz Cobo, ex calciatore spagnolo (Úbeda, n. 1961)
- Carlos Saleiro, ex calciatore portoghese (Lisbona, n. 1986)
- Carlos Martín Vigaray, calciatore spagnolo (Leganés, n. 1994)
- Carli de Murga, calciatore spagnolo (El Puerto de Santa María, n. 1988)

## N(9)
- Carlos Martins, ex calciatore portoghese (Oliveira do Hospital, n. 1982)
- Amaro Nadal, ex calciatore uruguaiano (Montevideo, n. 1958)
- Carlos Gilberto Nascimento Silva, calciatore brasiliano (Campos dos Goytacazes, n. 1987)
- Carlos Navarro Montoya, ex calciatore colombiano (Medellín, n. 1966)
- Carlos Neva, calciatore spagnolo (El Puerto de Santa María, n. 1996)
- Carlos César Neves, ex calciatore brasiliano (Uberaba, n. 1987)
- Carlos Nicola, ex calciatore uruguaiano (Montevideo, n. 1973)
- Carlos Nieto Herrero, calciatore spagnolo (Saragozza, n. 1996)
- Carlos Rodrigo Núñez, calciatore uruguaiano (Canelones, n. 1992)

## O(11)
- Carlos Ochoa, ex calciatore messicano (Apatzingán, n. 1978)
- Carlos Ohene, calciatore ghanese (Accra, n. 1993)
- Carlos Oliva, ex calciatore honduregno (San Pedro Sula, n. 1979)
- Carlos Oliveira, calciatore cubano
- Carlos Alberto de Oliveira, ex calciatore brasiliano (Campinas, n. 1972)
- Carlos Olmedo, ex calciatore paraguaiano (n. 1960)
- Carlos Olses, calciatore venezuelano (Caracas, n. 2000)
- Carlos Ordóñez, calciatore colombiano (Tumaco, n. 2002)
- Carlos Orrantia, calciatore messicano (Città del Messico, n. 1991)
- Federico Ortiz López, calciatore argentino (Olivos, n. 1989)
- Vermelhinho, ex calciatore portoghese (São João da Madeira, n. 1959)

## P(20)
- Carlinhos Paraíba, ex calciatore brasiliano (Rio Tinto, n. 1983)
- Cuca, calciatore portoghese (Lisbona, n. 1991)
- Carlos Segundo Pachamé, calciatore argentino (La Plata, n. 2001)
- Carlos Paez, ex calciatore honduregno (Tegucigalpa, n. 1978)
- Carlos Palacios, calciatore cileno (Renca, n. 2000)
- Carlos Palacios, calciatore honduregno (Balfate, n. 1982)
- Carlos Pellicer Vázquez, ex calciatore spagnolo (La Coruña, n. 1944)
- Carlos Peppe, calciatore uruguaiano (Montevideo, n. 1983)
- Carlos Pereira, calciatore portoghese (n. 1910 - † 1982)
- Carlos Emiliano Pereira, ex calciatore brasiliano (Piripiri, n. 1986)
- Carlos Eloir Peruci, calciatore brasiliano (n. 1951 - Curitiba, † 2017)
- Carlos Peruena, calciatore uruguaiano (Florida, n. 1955 - Barinas, † 2018)
- Carlos Peucelle, calciatore e allenatore di calcio argentino (Buenos Aires, n. 1908 - Buenos Aires, † 1990)
- Carlos Alberto Peña, calciatore messicano (Ciudad Victoria, n. 1990)
- Carlos Pineda, calciatore honduregno (Tegucigalpa, n. 1997)
- Carlos Pedro Pires de Melo, ex calciatore angolano (Luanda, n. 1969)
- Carlos Pita, ex calciatore spagnolo (La Coruña, n. 1984)
- Carlos Pomares, calciatore spagnolo (Valencia, n. 1992)
- Carlos Prono, ex calciatore argentino (Buenos Aires, n. 1963)
- Carlos Pérez Ochoa, calciatore colombiano (Florencia, n. 1995)

## Q(4)
- Carlos Baleba, calciatore camerunese (Douala, n. 2004)
- Carlos Quintana, calciatore argentino (Glew, n. 1988)
- Carlos Darwin Quintero, calciatore colombiano (San Andrés de Tumaco, n. 1987)
- Carlos Quiñónez, ex calciatore guatemalteco (Puerto Barrios, n. 1977)

## R(45)
- Carlos Aranda, ex calciatore spagnolo (Malaga, n. 1980)
- Carlinhos Paulista, ex calciatore brasiliano (Campinas, n. 1974)
- Carlos Rodrigues Corrêa, ex calciatore brasiliano (Limeira, n. 1980)
- Carlos Alberto Raffo, calciatore argentino (Buenos Aires, n. 1926 - Guayaquil, † 2013)
- Carlos Ramos Rivera, ex calciatore cileno (n. 1958)
- Carlos Ramos, calciatore venezuelano (Valencia, n. 1999)
- Carlos Henrique Raposo, ex calciatore brasiliano (Rio Pardo, n. 1963)
- Alex Pinto, calciatore portoghese (Guimarães, n. 1998)
- Carlos Renato de Abreu, ex calciatore brasiliano (San Paolo, n. 1978)
- Carlos Rendón, ex calciatore colombiano (Jardín, n. 1951)
- Carlos Enrique Rentería, calciatore colombiano (Buenaventura, n. 1995)
- Carlos Rentería, ex calciatore colombiano (Quibdó, n. 1986)
- Carlos Canário, calciatore portoghese (Portalegre, n. 1918 - † 1990)
- Cafú, calciatore portoghese (Guimarães, n. 1993)
- Carlos Ribera, calciatore boliviano (n. 1997)
- Carlos Richards, calciatore gibilterriano (Londra, n. 2005)
- Carlos Riolfo, calciatore uruguaiano (n. 1905 - † 1978)
- Carlos Andrés Rivas, calciatore colombiano (Carepa, n. 1991)
- Carlos Augusto Rivas Murillo, calciatore colombiano (Jamundí, n. 1994)
- Carlos Rivas, ex calciatore cileno (Chimbarongo, n. 1953)
- Carlos Rubén Rivera, ex calciatore panamense (Panama, n. 1979)
- Junior Robledo, calciatore boliviano (n. 1997)
- Carlos Robles, calciatore colombiano (Valledupar, n. 1992)
- Carlos Vicente Robles, calciatore spagnolo (Saragozza, n. 1999)
- Carlos Daniel Roca, calciatore boliviano (Cobija, n. 1997)
- Andrés Rodales, calciatore uruguaiano (Durazno, n. 1986)
- Carlos Rodrigues, calciatore portoghese (n. 1908)
- Carlos Gerardo Rodríguez, ex calciatore messicano (Culiacán, n. 1985)
- Felipe Rodríguez, calciatore messicano (Morelia, n. 1989)
- Carlos Alberto Rodríguez, calciatore messicano (San Nicolás de los Garza, n. 1997)
- Carlos Gabriel Rodríguez, ex calciatore panamense (Panama, n. 1990)
- Carlos Rodríguez Rodríguez, calciatore uruguaiano (Salto, n. 1990)
- Carlos Mario Rodríguez, calciatore colombiano (Fonseca, n. 1995)
- Carlos Rojas, calciatore cileno (n. 1928)
- Carlos Rolón, calciatore paraguaiano (Paraguarí, n. 1992)
- Carlos Romaña, calciatore colombiano (n. 1999)
- Carlos Romero Serrano, calciatore spagnolo (Torrent, n. 2001)
- Carlos Romero, calciatore uruguaiano (n. 1927 - † 1999)
- Carlos Rosario, calciatore portoricano (n. 1994)
- Carlos Rosel, calciatore messicano (Mérida, n. 1995)
- Carlos Ross, calciatore cileno (Copiapó, n. 1990)
- Carlos Rotondi, calciatore argentino (Río Cuarto, n. 1997)
- Carlos Ruiz, ex calciatore e ex giocatore di calcio a 5 guatemalteco (Città del Guatemala, n. 1979)
- Carlos Ruiz Arenaga, ex calciatore spagnolo (Baza, n. 1983)
- Carlos Ruiz Herrero, ex calciatore spagnolo (Bilbao, n. 1948)

## S(41)
- Carlinhos, calciatore brasiliano (Camacan, n. 1994)
- Dudu Paraíba, ex calciatore brasiliano (Mari, n. 1985)
- Kahê, ex calciatore brasiliano (San Paolo, n. 1982)
- Carlos Silveira da Graça, ex calciatore capoverdiano (Contea di São Vicente, n. 1988)
- Carlos Salcedo, calciatore messicano (Guadalajara, n. 1993)
- Carlos Salcido, ex calciatore messicano (Ocotlán, n. 1980)
- Carlos Saldías, ex calciatore argentino (Buenos Aires, n. 1939)
- Carlos Horacio Salinas, ex calciatore argentino (San Miguel de Tucumán, n. 1954)
- Carlos Salinas, calciatore peruviano (Ica, n. 1938 - † 2022)
- Carlos Salom, calciatore argentino (Corrientes, n. 1987)
- Carlos Sánchez García, ex calciatore spagnolo (Madrid, n. 1978)
- Carlos Sánchez, calciatore uruguaiano (Montevideo, n. 1984)
- Carlos Alejandro Sierra Fumero, ex calciatore spagnolo (Arona, n. 1974)
- Carlos Santamaría, calciatore argentino (Buenos Aires, n. 1912 - Buenos Aires, † 1998)
- Carlos Alberto Souza dos Santos, ex calciatore brasiliano (Vianópolis, n. 1960)
- Carlos Eduardo Santos Oliveira, calciatore brasiliano (Maceió, n. 1986)
- Carlos Santos de Jesus, calciatore brasiliano (San Paolo, n. 1985)
- Carlos Saucedo, calciatore boliviano (Santa Cruz de la Sierra, n. 1979)
- Carlos Scarone, calciatore uruguaiano (Montevideo, n. 1888 - Montevideo, † 1965)
- Carlos Schneberger, calciatore cileno (Laturo, n. 1902 - Temuco, † 1973)
- Carlos Sejas, calciatore boliviano (Madrid, n. 2004)
- Carlos Septién, calciatore messicano (n. 1923 - † 1978)
- Carlos Septus, calciatore anglo-verginiano (n. 1991)
- Carlos Servetti, calciatore uruguaiano (Montevideo, n. 1914 - Vercelli, † 1980)
- Carlos Luciano da Silva, ex calciatore brasiliano (Porto Alegre, n. 1975)
- Héctor Silva, calciatore uruguaiano (Montevideo, n. 1940 - Montevideo, † 2015)
- Carlos Silva, calciatore portoghese (n. 1902 - † 1964)
- Igor Pita, ex calciatore portoghese (Camacha, n. 1989)
- Carlos Sintas, ex calciatore uruguaiano (Montevideo, n. 1952)
- Carlos Small, calciatore panamense (Colón, n. 1995)
- Carlos Emanuel Soares Tavares, ex calciatore portoghese (Almada, n. 1985)
- Carlos Soler, calciatore spagnolo (Valencia, n. 1997)
- Carlos Sosa, calciatore e allenatore di calcio argentino (Caballito, n. 1919 - † 2009)
- Sebastián Sosa, calciatore uruguaiano (Montevideo, n. 1986)
- Carlos Spadaro, calciatore argentino (Lanús, n. 1902 - Lanús, † 1985)
- Carlos Squeo, calciatore argentino (Dock Sud, n. 1948 - † 2019)
- Carlos Suárez Valdéz, calciatore venezuelano (San Felipe, n. 1992)
- Carlos Moreno, calciatore messicano (Tecomán, n. 1998)
- Carlos Sánchez, ex calciatore colombiano (Quibdó, n. 1986)
- Carlos Sánchez, calciatore messicano (Cuautla, n. 2002)
- Carlos Alfredo Sánchez, calciatore honduregno (El Progreso, n. 1990)

## T(13)
- Carlos Miguel Tavares de Oliveira, calciatore portoghese (Almada, n. 1993)
- Carlos Tapia, ex calciatore argentino (Buenos Aires, n. 1962)
- Júnior Tavares, calciatore brasiliano (Porto Alegre, n. 1996)
- Carlos Alberto Teixeira Mariano, ex calciatore portoghese (Porto, n. 1975)
- Carlos Tejas, ex calciatore cileno (Iquique, n. 1971)
- Juninho, calciatore brasiliano (Aracaju, n. 1995)
- Carlos Tenorio, ex calciatore ecuadoriano (Esmeraldas, n. 1979)
- Carlos Tordoya, calciatore boliviano (Santa Cruz de la Sierra, n. 1987)
- Carlos Toro, calciatore cileno (Santiago del Cile, n. 1976)
- Carlos Antonio Torres, ex calciatore peruviano (Lima, n. 1966)
- Alexandre Torres, ex calciatore brasiliano (Rio de Janeiro, n. 1966)
- Carlos Alberto Torres, calciatore e allenatore di calcio brasiliano (Rio de Janeiro, n. 1944 - Rio de Janeiro, † 2016)
- Carlos Luis Torres, ex calciatore paraguaiano (Asunción, n. 1968)

## U(1)
- Carlos Urizar, ex calciatore boliviano (n. 1957)

## V(18)
- Carlos Valderrama, ex calciatore colombiano (Santa Marta, n. 1961)
- Carlos Adrián Valdez, calciatore uruguaiano (Montevideo, n. 1983)
- Carlos Valdés, ex calciatore colombiano (Cali, n. 1985)
- Carlos Alberto Valencia, ex calciatore colombiano (Florida, n. 1989)
- Carlos Valenzuela, calciatore argentino (Santiago del Estero, n. 1997)
- Carlos Varela, ex calciatore spagnolo (Ginevra, n. 1977)
- Carlos Alonso Vargas, calciatore messicano (Ciudad Juárez, n. 1999)
- Carlos Veglio, ex calciatore argentino (Buenos Aires, n. 1946)
- Carlos Vela, ex calciatore messicano (Cancún, n. 1989)
- Carlos Eduardo Ventura, ex calciatore brasiliano (São Bernardo do Campo, n. 1974)
- Carlos Vidal, calciatore cileno (n. 1902 - † 1982)
- Carlos Villa, ex calciatore guatemalteco (Città del Guatemala, n. 1986)
- Carlos Villalba, calciatore argentino (Resistencia, n. 1998)
- Carlos Villanueva Rolland, calciatore cileno (Viña del Mar, n. 1986)
- Carlos Vivas, calciatore venezuelano (San Cristóbal, n. 2002)
- Carlos Volante, calciatore argentino (Lanús, n. 1905 - Milano, † 1987)
- Carlos Vázquez, calciatore cubano (L'Avana, n. 1999)
- Carlos Vázquez, ex calciatore uruguaiano (Trinidad, n. 1962)

## W(2)
- Carlos Tomás Wilson, calciatore argentino (Rosario, n. 1889 - Buenos Aires, † 1952)
- Carlos Armando Wilson, calciatore argentino (Remedios de Escalada, n. 1912 - † 1996)

## Y(1)
- Carlos Yaqué, ex calciatore argentino (Ciudadela, n. 1971)

## Z(3)
- Carlos Zambrano, calciatore peruviano (Callao, n. 1989)
- Carlos Zegarra, calciatore peruviano (Lima, n. 1977)
- Carlos Augusto, calciatore brasiliano (Campinas, n. 1999)

## Á(2)
- Carlos Áñez, calciatore boliviano (n. 1995)
- Carlos Álvarez Rivera, calciatore spagnolo (Sanlúcar la Mayor, n. 2003)

## Í(1)
- Carlos Ísola, calciatore argentino (Buenos Aires, n. 1896 - † 1964)